# Tennis vid olympiska sommarspelen 1992
Vid olympiska sommarspelen 1992 avgjordes fyra grenar i tennis, två för herrar och två för damer. 177 tävlande från 48 länder deltog.

## Medaljfördelning
| Pl.    | Nation     | Guld | Silver | Brons | Totalt |
| ------ | ---------- | ---- | ------ | ----- | ------ |
| 1      | USA        | 2    | 0      | 1     | 3      |
| 2      | Tyskland   | 1    | 1      | 0     | 2      |
| 3      | Schweiz    | 1    | 0      | 0     | 1      |
| 4      | Spanien    | 0    | 2      | 1     | 3      |
| 5      | Sydafrika  | 0    | 1      | 0     | 1      |
| 6      | Kroatien   | 0    | 0      | 2     | 2      |
| 6      | OSS        | 0    | 0      | 2     | 2      |
| 8      | Argentina  | 0    | 0      | 1     | 1      |
| 8      | Australien | 0    | 0      | 1     | 1      |
| Totalt | Totalt     | 4    | 4      | 8     | 16     |

## Medaljörer
| Gren                   | Guld                                      | Silver                                                | Brons                                          |
| Herrsingel Detaljer... | Marc Rosset Schweiz                       | Jordi Arrese Spanien                                  | Goran Ivanišević Kroatien                      |
| Herrsingel Detaljer... | Marc Rosset Schweiz                       | Jordi Arrese Spanien                                  | Andrei Tjerkasov OSS                           |
| Herrdubbel Detaljer... | Boris Becker och Michael Stich Tyskland   | Wayne Ferreira och Piet Norval Sydafrika              | Goran Ivanišević och Goran Prpić Kroatien      |
| Herrdubbel Detaljer... | Boris Becker och Michael Stich Tyskland   | Wayne Ferreira och Piet Norval Sydafrika              | Javier Frana och Christian Miniussi Argentina  |
| Damsingel Detaljer...  | Jennifer Capriati USA                     | Steffi Graf Tyskland                                  | Mary Joe Fernández USA                         |
| Damsingel Detaljer...  | Jennifer Capriati USA                     | Steffi Graf Tyskland                                  | Arantxa Sánchez Vicario Spanien                |
| Damdubbel Detaljer...  | Gigi Fernández och Mary Joe Fernández USA | Conchita Martínez och Arantxa Sánchez Vicario Spanien | Leila Meschi och Natasja Zvereva OSS           |
| Damdubbel Detaljer...  | Gigi Fernández och Mary Joe Fernández USA | Conchita Martínez och Arantxa Sánchez Vicario Spanien | Nicole Bradtke och Rachel McQuillan Australien |